# Sodomsäpplet
Sodomsäpplet är den första boken i trilogin om killen Joakim Mander av författaren Bengt Martin. Den handlar om hur det var att vara homosexuell på 1940- och 1950-talen. Den kom ut 1968. De andra böckerna heter Nejlikmusslan och Finnas till.